# 京セラドキュメントソリューションズ ジャパン
京セラドキュメントソリューションズジャパン株式会社（きょうセラドキュメントソリューションズジャパン）は、日本国内において京セラドキュメントソリューションズ株式会社の複合機、プリンターなど製品の販売、保守を行う販売会社であり、同社の完全子会社である。

## 沿革
- 2000年10月1日 - 京セラミタジャパン株式会社として設立。
- 2011年10月17日 - 東京都世田谷区玉川台2丁目に本社を移転[2]。
- 2012年4月1日 - 京セラドキュメントソリューションズジャパン株式会社に社名変更。
- 2019年7月1日 - 本社を移転[3]。東京本社は東京都港区虎ノ門、大阪本社は大阪市中央区玉造となる。